# Coelinidea muesebecki
Coelinidea muesebecki är en stekelart som beskrevs av Riegel 1982. Coelinidea muesebecki ingår i släktet Coelinidea och familjen bracksteklar. Inga underarter finns listade i Catalogue of Life.